# 大型离子对撞机实验
大型离子对撞机实验（英語：A Large Ion Collider Experiment，英文缩写）是欧洲核子研究组织（CERN）所属大型强子对撞機的五个探测器实验之一。其他的五个分别是超環面儀器（ATLAS）、紧凑緲子线圈（CMS）、全截面弹性散射侦测器（TOTEM）、LHC底夸克实验（LHCb）和LHCf。ALICE是被优化来进行重离子对撞的研究。将会研究铅核-铅核之间以每核子2.76 TeV的质心能量（centre-of-mass energy）发生的对撞，这产生的温度和能量密度将会非常大，足以产生夸克-胶子浆，这种物质中的夸克和胶子将会解除夸克禁闭。